# Homs
Homs (arabisk: حمص, translitteration: Hims) er en by i det vestlige Syrien. I oldtiden hed den Emesa, og Septimius Severus' kone, kejserinde Julia Domna, kom derfra.
Byen har cirka 1 million indbyggere og er landets tredjestørste by efter Damaskus. Homs er hovedby i provinsen af samme navn.